# Лапош (Прахова)
Лапош (рум. Lapoș) — село у повіті Прахова в Румунії. Входить до складу комуни Лапош.
Село розташоване на відстані 83 км на північ від Бухареста, 38 км на північний схід від Плоєшті, 129 км на захід від Галаца, 84 км на південний схід від Брашова.

## Населення
За даними перепису населення 2002 року у селі проживали 854 особи, усі — румуни. Усі жителі села рідною мовою назвали румунську.